# Памятник Н. А. Щорсу (Чернигов)
Памятник Н. А. Щорсу — снятый с государственного учёта памятник монументального искусства местного значения в Чернигове.

## История
Решением исполкома Черниговского областного совета народных депутатов от 17.11.1980 № 551 присвоен статус памятник монументального искусства местного значения с охранным № 75 под названием Памятник Н. А. Щорсу — герою гражданской войны.
Был расположен в «комплексной охранной зоне памятников исторического центра города», согласно правилам застройки и использования территории.
17 апреля 2015 года вследствие акта вандализма были демонтированы бюсты Щорса и Крапивянского с постаментов на Аллее Героев; перенесены на хранение в исторический музей.
Руководствуясь Законом Украины «Про осуждение коммунистического и национал-социалистического (нацистского) тоталитарных режимов на Украине и запрет пропаганды их символики», Приказом Министерства культуры Украины от 04.04.2016 года № 200 (дополнение 13) «Про не занесение объектов культурного наследия в Государственный реестр недвижимых памятников Украины» был снят с государственного учёта.

## Описание
В 1977 году на Аллее Героев — напротив домов №№ 17 и 19 улицы Ленина — был установлен памятник в честь командира украинских красногвардейских повстанческих формирований, уроженца Черниговщины Николая Александровича Щорса. До 2016 года одна из улиц Чернигова носила название в честь Николая Щорса.
Памятник представляет из себя бронзовый бюст высотой 1,7 м, установленный на четырёхугольном постаменте из полированного лабрадорита высотой 2,95 м, который опирается на плиту. На передней плоскости постамента высечена надпись «Щорс Микола Олександрович 1895—1919», на левом торце внизу высечена надпись: «Герой  громадянської  війни,  радянський  військовий  діяч» («Герой Гражданской войны, советский военный деятель»).
Авторы: скульптор — Народный художник УССР А. П. Скобликов, архитектор — Народный художник Украины А. Ф. Игнащенко.